# Michela Giuffrida

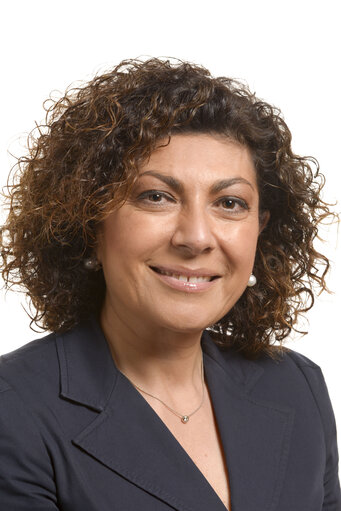
Michela Giuffrida

Michela Giuffrida (* 12. Januar 1964 in Catania) ist eine italienische Politikerin der Partito Democratico.

## Leben
Seit 2014 ist Giuffrida Abgeordnete im Europäischen Parlament. Dort ist sie Mitglied in der Delegation in der Parlamentarischen Versammlung der Union für den Mittelmeerraum, im Ausschuss für regionale Entwicklung und in der Delegation in der Paritätischen Parlamentarischen Versammlung.